# Emile Gumbs
Sir Emile Gumbs (Anguilla, 18 marzo 1928 – 10 maggio 2018) è stato un politico anguillano, ex Primo Ministro di Anguilla.

## Biografia
Ha ricoperto la carica di capo del governo dal 1º febbraio 1977 al maggio 1980 e successivamente dal 12 marzo 1984 al 16 marzo 1994. Ha fatto parte della House of Assembly per 27 anni come delegato eletto nel distretto di Road North. Nel 1980 è stato uno dei creatori dell'Anguilla National Alliance (ANA), partito nato da una scissione del People's Progressive Party (PPP) di Ronald Webster. Il partito è poi confluito nel 1999 nella coalizione denominata Anguilla United Front.
Nel 1994 ha ricevuto il rango di Knight Bachelor dalla regina Elisabetta II del Regno Unito. È stato uno dei fondatori dell'Anguilla Comunity Foundation, una fondazione impegnata nel raccogliere fondi per opere sociali, di cui è attualmente vicepresidente.